# Nymphalis grandis
Nymphalis grandis är en fjärilsart som beskrevs av Matthias Ehrmann. Nymphalis grandis ingår i släktet Nymphalis och familjen praktfjärilar. Inga underarter finns listade i Catalogue of Life.